# Бредельов Денис Олександрович
Денис Олександрович Бредельов (нар. 2 березня 2006, Україна) — український футболіст, центральний півзахисник «Олесандрії».

## Життєпис
У ДЮФЛУ з 2019 по 2022 рік виступав за «Атлет». У дорослому футболі дебютував 26 квітня 2023 року в програному (0:1) домашньому поєдинку аматорського чемпіонату України проти Дружби. У другій половині сезону 2022/23 років провів 5 поєдинків у чемпіонату України серед аматорів.
У сезоні 2023/24 років перейшов до «Олександрії», де виступав за юнацьку (U-19) команду. На професійному рівні дебютував 11 квітня 2025 року в нічийному (1:1) виїзному поєдинку 13-го туру групи «Б» Другої ліги України проти «Тростянця». Денис вийшов на поле в стартовому складі, а на 83-й хвилині його замінив Ілля Баденко.